# FIFI 와일드 컵
FIFI 와일드 컵(International Federation of Independent Football nations Wild Cup)은 2006년 6월 3일 함부르크에서 최초로 개최된 대회로 티베트, 그린란드, 지브롤터, 잔지바르, 북(北)키프로스등 FIFA가 인정하지 않는 5개 팀이 출전했다. 여기에 독일의 3부 리그 팀 장크트 파울리가 모여 총 6팀이‘그들만의 리그’를 펼쳤다. 2006년 대회 이후 FIFI는 매년 대회를 개최할 것이라고 밝혔다.

## 2006 FIFI 와일드컵
함부르크에서 개최하여 북키프로스가 우승하였다.

### 경기 일정 및 결과

#### 결승전
| 
 북키프로스
|0: 0 
연장전없음 
(4: 1) 
승부차기
| 잔지바르 

## 같이 보기
- VIVA 월드컵
- CONIFA 월드 풋볼컵
- ELF 컵